# Liste der Ramsar-Gebiete in der Schweiz
Die Liste enthält die Ramsar-Gebiete in der Schweiz, die nach der 1971 abgeschlossenen Ramsar-Konvention, einem internationalen völkerrechtlichen Vertrag, als besonders wichtige schützenswerte Gebiete gelten. Sie umfassen Feuchtgebiete von internationaler Bedeutung mit Lebensräumen besonders für Wasser- und Watvögel und sind oft auch als eigentliche Schutzgebiete ausgewiesen.

## Grundlagen
Das nach dem Ort des Vertragsschlusses, der iranischen Stadt Ramsar, benannte Abkommen ist eines der ältesten internationalen Vertragswerke zum Umweltschutz. Die Schweizerische Eidgenossenschaft hat das Abkommen mit 16. Januar 1976 ratifiziert (als 10. Staat), und die Konvention einschliesslich der Amendments (Ergänzungen) der Extraordinary Conference of the Contracting Parties in Regina, Kanada, von 1987 (Regina Amendments, in Kraft getreten 1. Mai 1994), angenommen.
Eine Deklaration als Ramsar-Gebiet ist keine Schutzkategorie im eigentlichen Sinne, das heisst, sie stellt keine konkrete rechtliche Handhabe dar, sondern ist ein «Prädikat (Gütesiegel)», der Schutz selbst ist auf freiwilliger Basis der Unterzeichnerstaaten.
Sitz des Internationalen Ramsar-Sekretariats zur Überwachung der Umsetzung der Konvention und ihrer Weiterentwicklung ist Gland VD am Genfersee. Alle drei Jahre werden auf Konferenzen der Vertragsstaaten Berichte über den Stand des Feuchtgebietsschutzes vorgelegt.

## Liste der Ramsargebiete
| Nr. | Name des Gebiets                                       | Kanton                 | Lage                  | Größe (ha) | Höhe (m ü. M.) | Ausweisungs-Datum |
| --- | ------------------------------------------------------ | ---------------------- | --------------------- | ---------- | -------------- | ----------------- |
| 1   | Fanel et Chablais de Cudrefin                          | Bern, Neuenburg, Waadt | 46° 59′ N, 007° 03′ O | 1155       | 430–434        | 16. Jan. 1976     |
| 2   | Bolle di Magadino                                      | Tessin                 | 46° 09′ N, 008° 52′ O | 663        | 192–202        | 18. Feb. 1982     |
| 3   | Les Grangettes                                         | Waadt                  | 46° 23′ N, 006° 54′ O | 330        | 373            | 9. Nov. 1990      |
| 4   | Südufer des Neuenburgersees                            | Freiburg, Waadt        | 46° 50′ N, 006° 50′ O | 1705       | 430–530        | 9. Nov. 1990      |
| 5   | Le Rhone genevois-Vallons de l’Allondon et de La Laire | Genf                   | 46° 12′ N, 006° 09′ O | 1929       | 335–372        | 9. Nov. 1990      |
| 6   | Klingnauer Stausee                                     | Aargau                 | 47° 35′ N, 008° 14′ O | 364        | 316–321        | 9. Nov. 1990      |
| 7   | Stausee Niederried                                     | Bern                   | 46° 59′ N, 007° 15′ O | 297        | 461–580        | 9. Nov. 1990      |
| 8   | Kaltbrunner Riet                                       | St. Gallen             | 47° 12′ N, 008° 59′ O | 157        | 407–409        | 9. Nov. 1990      |
| 9   | Laubersmad–Salwidili                                   | Luzern                 | 46° 58′ N, 007° 59′ O | 1376       | 1060–1908      | 2. Feb. 2005      |
| 10  | Rhonegletschervorfeld                                  | Wallis                 | 46° 34′ N, 008° 22′ O | 317        | 1757–2485      | 2. Feb. 2005      |
| 11  | Roseggletscher                                         | Graubünden             | 46° 25′ N, 009° 52′ O | 383        | 1994–2801      | 2. Feb. 2005      |

Stand: 2/2021, Quelle: ramsar.org